# Aleksanyan (vezetéknév)
Aleksanyan (örményül: Ալեքսանյան), Továbbá transzliterált a következőkre: Aleksanian, Alekszanjan, Alexanian, Aleqsanyan és Aleqsanian egy örmény eredetű vezetéknév. A vezetéknévvel rendelkező figyelemre méltó személyek a következők:
- Alexis Alexanian amerikai filmproducer
- Aris Alexanian (1901–1961), örmény üzletember
- Artak Aleksanyan (született 1991), örmény labdarúgó
- Artur Aleksanyan (született 1991), örmény sportbirkózó
- David Alexanian (1967) amerikai filmrendező és producer
- Diran Alexanian (1881–1954), örmény csellótanár
- Gegham Aleksanyan (született 1962), örmény művész
- Gevorg Aleksanyan (született 1981), örmény súlyemelő
- Karen Aleksanjan (született 1980), örmény labdarúgó
- Kristine Aleksanyan (született 1989), örmény labdarúgó
- Marat Aleksanian (született 1949), örmény politikus
- Narine Aleqsanyan (született 1967), örmény színésznő és televíziós műsorvezető
- Nubar Alexanian (született 1950), amerikai fotós
- Ruben Aleksanjan (született 1990), örmény súlyemelő
- Valeri Aleksanyan (született 1984), örmény labdarúgó
- Vaszilij Alekszanjan (1971–2011), orosz ügyvéd és üzletember
- Victoria Aleksanyan (született 1987), örmény filmrendező